# جيريمي آدم سميث
جيريمي آدم سميث (بالإنجليزية: Jeremy Adam Smith)‏ هو محرر وصحفي وكاتب أمريكي، ولد في 1970.